# Saint-Jean-de-Barrou
Saint-Jean-de-Barrou är en kommun i departementet Aude i regionen Occitanien  i södra Frankrike. Kommunen ligger  i kantonen Durban-Corbières som ligger i arrondissementet Narbonne. År 2022 hade Saint-Jean-de-Barrou 269 invånare.

## Befolkningsutveckling
Antalet invånare i kommunen Saint-Jean-de-Barrou
Referens: INSEE